# Emil Dima
Emil Dima (* 22. Februar 1997 in Brașov) ist ein rumänischer Radrennfahrer

## Sportlicher Werdegang
Dima war bei den Junioren und in der U23 mehrfacher Rumänischer Meister sowohl im Straßenrennen als auch im Einzelzeitfahren. Nach einem kurzen Intermezzo beim Tusnad Cycling Team in der Saison 2016 wurde er in der Saison 2018 Mitglied beim damaligen UCI Continental Team MsTina-Focus, für das er bis zur Saison 2023 fuhr. Bei der Rumänien-Rundfahrt 2021 gewann er als Solist die Bergankunft der dritten Etappe und erzielte damit seinen ersten Erfolg auf der UCI Europe Tour. 2022 sicherte er sich im Straßenrennen erstmals den Titel des Rumänischen Meisters in der Elite.
Seit der Saison 2024 fährt Dima wieder auf der Vereinsebene. Im Juni 2024 gewann er erstmals den nationalen Titel im Einzelzeitfahren in der Elite.

## Erfolge

### Straße
2015
- Rumänischer Meister – Straßenrennen und Einzelzeitfahren (Junioren)

2016
- Rumänischer Meister – Straßenrennen und Einzelzeitfahren (U23)

2017
- Rumänischer Meister – Straßenrennen (U23)

2018
- Rumänischer Meister – Straßenrennen und Einzelzeitfahren (U23)

2019
- Rumänischer Meister – Einzelzeitfahren (U23)

2021
- Bergwertung Tour of Szeklerland
- eine Etappe Rumänien-Rundfahrt

2022
- Rumänischer Meister – Straßenrennen

2024
- Rumänischer Meister – Einzelzeitfahren

2025
- Rumänischer Meister – Einzelzeitfahren

### Bahn
2022
- Rumänischer Meister – Teamsprint (mit Daniel Crista und Valentin Plesea), Mannschaftsverfolgung (mit Daniel Crista, Valentin Plesea und Mihai-Sebastian Paveliu)